# Saint-Thomas-de-Conac
Saint-Thomas-de-Conac è un comune francese di 557 abitanti situato nel dipartimento della Charente Marittima nella regione della Nuova Aquitania.

## Società

### Evoluzione demografica
Abitanti censiti